# KBS2
 (décembre 2024).
Si vous disposez d'ouvrages ou d'articles de référence ou si vous connaissez des sites web de qualité traitant du thème abordé ici, merci de compléter l'article en donnant les références utiles à sa vérifiabilité et en les liant à la section « Notes et références ».
 (septembre 2016).
Le contenu est difficilement compréhensible vu les erreurs de traduction, qui sont peut-être dues à l'utilisation d'un logiciel de traduction automatique.
KBS 2TVest une chaîne de télévision détenue par Korean Broadcasting System. La chaîne diffuse du divertissement et du sport. Elle est lancée en 1er décembre 1980. Elle est l'homologue coréen de France 2 en France et de BBC One au Royaume-Uni.

## Historique
KBS2 a été l'origine du service de télévision de Tongyang Broadcasting Corporation, anciennement de la fusion de deux réseaux locaux, la radio JBC et DTV Séoul, ils sont fusionnés en 1965. Au moment où la fusion et le lancement, il a seulement servi quelques grandes villes comme Séoul, Busan et Jeju.
Avec l'introduction de la nouvelle loi sur les restrictions de la liberté de la presse, par le président de la Corée du Sud à cette époque, Chun Doo-hwan, TBC (à l'époque était le radiodiffuseur plus populaire, avec des spectacles comme concours musical pour les étudiants du secondaire et de ses principaux dramas du soir) est fusionné dans KBS, le radiodiffuseur public du pays, et ensuite il change de nom pour KBS2 le 1er décembre 1980, a alors nouveau canal qui est des programmes sont plus populaire que KBS1.
En tant que chaîne de divertissement, de nouveaux programmes et des programmes qui est autrefois diffusée sur KBS 1 dans les années d'avant la fusion, il a gagné a augmenté certains publics, principalement les personnes de moins de 50 ans. Toujours en 1997, KBS2 a aussi révolutionné le drame coréen devenu dominant quand First Love créé. Le drame a enregistré 68,5% dans les cotes de télévision dans tout le pays, alors que la série est en cours de diffusion dans le temps où les principaux émissions de journal télévisé du soir, et un ans plus tard pour être des émissions à l'étranger.
Il convient de noter que KBS2, jusqu'à récemment, acceptait encore la publicité. Sa chaîne sœur KBS1 a retiré la publicité depuis 1994. L'introduction a également affecté ses services de radio.

## Programmes
KBS2 a été responsable des émissions de divertissement et sportives, principalement des dramas, des émissions de variétés, de musique et les films. Il y avait aussi quelques bulletins d'information et des documentaires, les deux sont diffusés avant les heures de grande écoute. Des programmes pour enfants ainsi que des programmes de KBS1 ont également été inclus.

### Liste des programmes diffusés par KBS2

#### Dramas du lundi et mardi (21h55)
- Salut d'Amour (사랑의 인사; 1994)
- Look Back in Anger (성난 얼굴로 돌아보라; 2000)
- Autumn in My Heart (가을동화; 2000)
- Mina (미나; 2001)
- Winter Sonata (겨울연가; 2002)
- Summer Scent (여름향기; 2003)
- Sang Doo! Let's Go to School (상두야, 학교가자!; 2003)
- Sweet 18 (낭랑18세; 2004)
- Forbidden Love (구미호외전; 2004)
- Oh Feel Young (오!필승 봉순영; 2004)
- I'm Sorry, I Love You (미안하다,사랑한다; 2004)
- Charmante fille Choon-hyang (쾌걸 춘향; 2005)
- 18 vs. 29 (열여덟, 스물아홉; 2005)
- Loveholic (러브홀릭; 2005)
- Ice Girl (그녀가 돌아왔다; 2005)
- Wedding (웨딩; 2005)
- A Love to Kill (이 죽일 놈의 사랑; 2005)
- Spring Waltz (봄의 왈츠; 2006)
- The Vineyard Man (포도밭 그사나이; 2006)
- Cloud Stairs (구름계단; 2006)
- The Snow Queen (눈의 여왕; 2006)
- Hello! Miss (헬로 애기씨; 2007)
- Conspiracy in the Court (한성별곡; 2007)
- Bad Love (못된 사랑; 2007)
- Single Dad in Love (싱글파파는 열애중; 2008)
- Strongest Chil Woo (최강칠우; 2008)
- The World That They Live In (그들이 사는 세상; 2008)
- Boys Over Flowers (꽃보다 남자; 2009)
- The Slingshot (남자이야기; 2009)
- He Who Can't Marry (결혼 못하는 남자; 2009)
- Invincible Lee Pyung Kang (천하무적 이평강; 2009)
- Master of Study (공부의 신; 2010)
- Becoming a Billionaire (부자의 탄생; 2010)
- Gumiho (구미호: 여우누이뎐; 2010)
- Sungkyunkwan Scandal (성균관 스캔들; 2010)
- Mary Stayed Out All Night (매리는 외박중; 2010)
- Dream High (드림하이; 2011)
- Detectives in Trouble (강력반; 2011)
- Baby Faced Beauty (동안미녀; 2011)
- Spy Myung-wol (스파이 명월; 2011)
- Poseidon (포세이돈; 2011)
- Brain (브레인; 2011–2012)
- Dream High 2 (드림하이 2; 2012)
- Love Rain (사랑비; 2012)
- Big (빅; 2012)
- Haeundae Lovers (해운대 연인들; 2012)
- Ohlala Couple (울랄라 부부; 2012)
- School 2013 (학교 2013; 2012–2013)
- Ad Genius Lee Tae-baek (광고천재 이태백; 2013)
- Queen of the Office (직장의 신; 2013)
- Shark (상어; 2013)
- Good Doctor (굿 닥터; 2013)
- Marry Him If You Dare (미래의 선택; 2013)
- Le premier ministre et moi (총리와 나; 2013–2014)
- The Full Sun (태양은 가득히; 2014)
- Big Man (빅맨; 2014)
- Trot Lovers (트로트의 연인; 2014)
- Discovery of Love (연애의 발견; 2014)
- Cantabile Tomorrow (내일도 칸타빌레; 2014)
- Healer (힐러; 2014–2015)
- Blood (블러드; 2015)
- Who Are You: School 2015 (후아유: 학교 2015; 2015)
- Hello Monster (너를 기억해; 2015)
- Moorim School (무림학교; 2016)
- My Lawyer, Mr. Jo (동네변호사 조들호; 2016)
- Becky's Back  (백희가 돌아왔다; 2016)
- Beautiful Mind  (뷰티풀 마인드; 2016)
- Love in the Moonlight  (구르미 그린 달빛; 2016)

#### Dramas du mercredi et jeudi (21h55)
- Le papa (파파; 1996)
- L'impératrice Myeongseong (명성황후; 2001)
- April Kiss (4월 키스; 2004)
- Maison occupée (풀하우스; 2004)
- L'empereur de la mer (해신; 2004)
- Resurrection (부활; 2005)
- My Rosy Life (장밋빛 인생; 2005)
- Golden Apple (황금사과; 2005)
- Goodbye Solo (굿바이솔로; 2006)
- Great Inheritance (위대한 유산; 2006)
- Hwang Jini (황진이; 2006)
- Dal-ja's Spring (달자의 봄; 2007)
- The Devil (마왕; 2007)
- Capital Scandal (경성스캔들; 2007)
- Hong Gil Dong (쾌도 홍길동; 2008)
- One Mom and Three Dads (아빠셋 엄마하나; 2008)
- Women of the Sun (태양의 여자; 2008)
- The Kingdom of The Winds (바람의 나라; 2008–2009)
- The Accidental Couple (그저 바라 보다가; 2009)
- My Fair Lady (아가씨를 부탁해; 2009)
- Iris (아이리스; 2009)
- The Slave Hunters (추노; 2010)
- Cinderella's Sister (신데렐라 언니; 2010)
- King of Baking, Kim Takgu (제빵왕 김탁구; 2010)
- The Fugitive: Plan B (도망자: Plan B; 2010)
- President (프레지던트; 2011)
- The Thorn Birds (가시나무새; 2011)
- Romance Town (로맨스 타운; 2011)
- The Princess' Man (공주의 남자; 2011)
- Glory Jane (영광의 재인; 2011)
- Wild Romance (난폭한 로맨스; 2012)
- Man from the Equator (적도의 남자; 2012)
- Bridal Mask (각시탈; 2012)
- The Innocent Man (세상 어디에도 없는 착한 남자; 2012)
- Jeon Woo-chi (전우치; 2012–2013)
- Iris II (아이리스 2; 2013)
- The Fugitive of Joseon (천명; 2013)
- The Blade and Petal (칼과 꽃; 2013)
- Secret Love (비밀; 2013)
- Pretty Man (예쁜남자; 2013–2014)
- Inspiring Generation (감격시대; 2014)
- Golden Cross (골든 크로스; 2014)
- Gunman in Joseon (조선총잡이; 2014)
- Blade Man (아이언맨; 2014)
- The King's Face (왕의 얼굴; 2014–2015)
- Unkind Ladies (착하지 않은 여자들; 2015)
- Masked Prosecutor (복면검사; 2015)
- Assembly (어셈블리; 2015)
- The Merchant: Gaekju 2015 (장사의 신 - 객주 2015; 2015-2016)
- Descendants of the Sun (태양의 후예; 2016)
- The Master of Revenge (마스터-국수의 신; 2016)
- Uncontrollably Fond (함부로 애틋하게; 2016)

#### Dramas du samedi et dimanche (19h55)
- Premier amour (첫사랑; 1996)
- A Happy Woman (행복한 여자; 2007)
- The Golden Age of Daughters-in-Law (며느리 전성시대; 2007)
- Mom's Dead Upset (엄마가 뿔났다; 2008)
- My Too Perfect Sons (솔약국집 아들들; 2009)
- Three Brothers (수상한 삼형제; 2009)
- Ojakgyo Family (오작교 형제들; 2012)
- My Husband Got a Family (넝쿨째 굴러온 당신; 2012)
- Ma fille Seo-young (내 딸 서영이; 2012)
- Lee Soon-shin est le meilleur (최고다 이순신; 2013)
- Wang's Family (왕가네 식구들; 2013–2014)
- Wonderful Days (참 좋은 시절; 2014)
- What's With This Family (가족끼리 왜 이래; 2014–2015)
- House of Bluebird (파랑새의 집; 2015)
- All About My Mom (부탁해요, 엄마; 2015-2016)
- Five Enough (아이가 다섯; 2016)

#### Anime Animation Disney Channel Nickelodeon KBS Kids
- Mr Bean (série télévisée d'animation)
- Les Tortues Ninja (série télévisée d'animation, 2012)
- Superbook
- Haikyū!!
- Max Steel (série télévisée d'animation)
- Kung Fu Panda : L'Incroyable Légende
- Princesse Sarah
- American Dragon: Jake Long
- Les Bananes en pyjama

#### Dramas du samedi et dimanche (21h30)
- King Sejong the Great (대왕세종; 2008) (ep 27-86)
- Empress Cheonchu (천추태후; 2009)

#### Dramas du lundi au vendredi (09h00)
- Dear My Sister (TV소설 복희 누나; 2011–2012)
- Love, My Love (TV소설 사랑아 사랑아; 2012–2013)
- Samsaengi (TV소설 삼생이; 2013)
- Eunhui (TV소설 은희; 2013–2014)
- Land of Gold (TV소설 순금의 땅; 2014)
- Single-minded Dandelion (TV소설 일편단심 민들레; 2014–2015)
- On a Blue Day (TV소설 그래도 푸르른 날에; 2015)
- The Stars Are Shining (TV소설 별이 되어 빛나리; 2015-2016)
- My Mind's Flower Rain (TV소설 내 마음의 꽃비; 2016)

#### Dramas du lundi au vendredi (18h50)
- Unstoppable Marriage (못말리는 결혼; 2007–2008)

#### Dramas du lundi au vendredi (19h45)
- Family (패밀리; 2012–2013)
- Ruby Ring (루비 반지; 2013–2014)
- Angel's Revenge (천상여자; 2014)
- Les Deux Mères (뻐꾸기 둥지; 2014)
- Sweet Secret (달콤한 비밀; 2014-2015)
- Love on a Rooftop (오늘부터 사랑해; 2015)
- All Is Well (다 잘될 거야; 2015-2016)
- The Promise (천상의 약속; 2016)
- Secrets Of Women (여자의 비밀; 2016)
- My ID Is Gangnam Beauty

#### Dramas du vendredi (20h55)
- Hi! School: Love On (하이스쿨: 러브온; 2014)
- SPY (스파이; 2015)
- Orange Marmalade (오렌지 마멀레이드; 2015)

#### Dramas du vendredi et samedi (21h15)
- The Producers (프로듀사; 2015)

#### Dramas du dimanche (08h55)
- Sharp 2 (반올림2; 2005–2006)

#### Anthologie du samedi (23h15)
- Drama City (드라마시티; 1984–2008)
  - What Should I Do? (어떡하지?; 2004)
- Drama Special (드라마 스페셜; 2010)
  - Pianist (피아니스트; 2010)

#### Anthologie du dimanche (23h15)
- Drama Special (드라마 스페셜; depuis 2011)
  - Do You Know Taekwondo? (태권, 도를 아십니까?; 2012)
- Drama Special Series (드라마 스페셜 연작시리즈; depuis 2010)
  - Rock, Rock, Rock (락 락 락; 2010)
  - White Christmas (화이트 크리스마스; 2011)
  - Adolescence Medley (사춘기 메들리; 2013)

### Cérémonies de remise de prix
- KBS Drama Awards
- KBS Music Awards
- KBS Entertainment Awards

### Émissions de variétés
- La clinique pour les mariés
- 1 vs. 100 (1 대 100, version sud-coréenne de 1 vs 100 avec un premier prix de ₩ 50000000, produit en association avec Endemol.)
- Concert 17021 (콘서트17021)
- Gag Concert (개그콘서트)
- Happy Sunday (해피선데이), 2 Days & 1 Night (1박2일) et The Return of Superman (슈퍼맨이 돌아왔다)
- Safety First! (위기탈출 넘버원)
- Happy Together (ko) (해피투게더 saison 3)
- Imagination Plus (상상 플러스)
- Invincible Youth (청춘불패)
- Win Win
- VJ's on the scene (VJ 특공대)
- Entertainment Relay
- Emergency Escape Number 1
- Golden Bell Challenge
- Giving Back The Love
- Sponge (스펀지, un programme d'infotainment une demi-heure)
- Love Letter par Yun Do-hyeon (윤도현의 러브레터)
- Music Bank (뮤직뱅크)
- Top of the Pops
- Quiz Daehanminguk (Veut dire «Quiz de la Corée du Sud», le plus grand quiz du pays. Le premier prix est ₩ 60,000,000.) (퀴즈 대한민국)
- Vitamin (비타민)
- Let's Go Dream Team! Season 2 (출발 드림팀 시즌2)
- You Hee-Yeol's Sketchbook (유희열의 스케치북)
- Top Band (탑밴드)
- Saturday Freedom (자유선언 토요일)
- Star Golden Bell (스타 골든벨)
- Immortal Songs 2 (불후의 명곡 2)
- Sachongsa Quiz Show
- Triumphantly (승승장구)
- Reserve
- Hello, Daegukmin Talk
- Our Neighborhood Arts and Physical Education
- I Am a Man
- New Dining Table
- Dignity of a Full House of Family
- Movie is Good
- The Human Condition
- Pit-Pat Korean
- Global Request Show
- Youth FC Hungry Eleven (청춘FC 헝그리 일레븐)[1]
- Blue's Clues

### Bulletins d'information
- Good Morning Republic Of Korea (굿모닝 대한민국, Programme de petits déjeuners)
- KBS Morning 8 Newstime (KBS 아침 8시뉴스타임, Programme de nouvelles du matin)
- KBS News (KBS 뉴스, Diffusée au cours de l'après-midi)
- KBS Evening 6 Newstime (KBS 저녁 6시뉴스타임, Phare du programme de nouvelles du soir de KBS2)
- KBS Global 24 (KBS 글로벌 24, Programme de nouvelles du monde)

### Documentaires
- In-Depth 60 Minutes
- Field Correspondent Reports
- Love of Family
- All of the World
- Hope Enterprises
- Veteran Unbeaten
- Screen Album - The Mountain
- Documentary 3 Days